# Anticleora proemia
Anticleora proemia är en fjärilsart som beskrevs av Louis Beethoven Prout. Anticleora proemia ingår i släktet Anticleora och familjen mätare. Inga underarter finns listade i Catalogue of Life.